# Kenjiro Shinozuka
Kenjiro Shinozuka 篠塚 建次郎 (Ota, Tóquio, Japão, 20 de novembro de 1948 – Suwa, 18 de março de 2024) foi um piloto japonês de rali. Competiu no Campeonato Mundial de Rali (WRC).

## Carreira

### Rali
Desde a sua estreia em 1967, todos os seus sucessos foram ao volante da Mitsubishi. Ao volante de um Mitsubishi Galant VR-4 ganhou o Asia-Pacific Rally Championship em 1988, tendo conseguido igualmente duas vitórias consecutivas no Rali da Costa do Marfim, em 1991 e 1992, sendo o primeiro japonês a ganhar um rali do WRC.

#### Vitórias no WRC
| # | Evento                             | Temporada | Co-piloto    | Carro                  |
| - | ---------------------------------- | --------- | ------------ | ---------------------- |
| 1 | 23ème Rallye Côte d'Ivoire Bandama | 1991      | John Meadows | Mitsubishi Galant VR-4 |
| 2 | 24ème Rallye Côte d'Ivoire Bandama | 1992      | John Meadows | Mitsubishi Galant VR-4 |

### Dakar
Teve igualmente sucesso na prova mais dura do mundo, onde tornou-se o primeiro japonês a ganhar o rali mais famoso do mundo em 1997, ao volante de um Mitsubishi Pajero.
Shinozuka quebrou o contrato com a marca nipónica em 2002, mas tendo continuado a competir. Conduziu uma Nissan Pickup no Dakar de 2003, mas após um acidente num duna em que o carro dele capotou por diversas vezes, tendo sofrido diversos ferimentos na cara que o levaram a ficar em coma. O seu navegador Thierry Delli-Zotti sofreu fracturas em ambas as pernas.
Shinuzoka anunciou antes da prova de 2006 que seria a sua última aparição como competidor, dizendo: “a minha decisão está tomada, é o meu último Dakar. Mas espero desfrutar desta última participação por detrás do volante. Para vencer? Não, não é esse o meu objectivo. Depois disso não sei o que vou fazer, mas sei que precisamos de novos talentos no Japão. Olhem para os nossos pilotos, têm 60 ou mais anos, como Asaga ou Sugawara... por isso sou capaz de ajudar a encontrar novo pilotos para o futuro”. Contudo, e apesar disto, regressou para o Dakar de 2007 ao volante novamente de um Nissan, tendo terminado em 59º lugar, dos 109 carros que chegaram ao fim.